# Đigolj
Đigolj (izvirno srbsko Џигољ) je naselje v Srbiji, ki upravno spada pod Občino Prokuplje; slednja pa je del Topliškega upravnega okraja.

## Demografija
V naselju, katerega izvirno (srbsko-cirilično) ime je Џигољ, živi 228 polnoletnih prebivalcev, pri čemer je njihova povprečna starost 45,0 let (42,3 pri moških in 48,2 pri ženskah). Naselje ima 103 gospodinjstev, pri čemer je povprečno število članov na gospodinjstvo 2,68.
To naselje je popolnoma srbsko (glede na rezultate popisa iz leta 2002).
|  |

| Demografija | Demografija     | Demografija     |
| Leto        | Št. prebivalcev | Št. prebivalcev |
| ----------- | --------------- | --------------- |
|             |                 |                 |
|             |                 |                 |
|             |                 |                 |
|             |                 |                 |
| 1948        | 568             |                 |
| 1953        | 603             |                 |
| 1961        | 589             |                 |
| 1971        | 527             |                 |
| 1981        | 490             |                 |
| 1991        | 497             | 448             |
| 2002        | 302             | 276             |
|             |                 |                 |

| Etnična sestava po popisu iz leta 2002 | Etnična sestava po popisu iz leta 2002 | Etnična sestava po popisu iz leta 2002 | Etnična sestava po popisu iz leta 2002 | Etnična sestava po popisu iz leta 2002 |
| -------------------------------------- | -------------------------------------- | -------------------------------------- | -------------------------------------- | -------------------------------------- |
| Srbi                                   | Srbi                                   |                                        | 276                                    | 100,0%                                 |
| Neznano                                | Neznano                                |                                        | 0                                      | 0,0%                                   |